# 인지 혁명
인지 혁명(Cognitive revolution)은 1950년대에 마음과 그 과정에 대한 학제간 연구로 시작된 지적 운동이었다. 나중에 이를 인지과학(cognitive science)이라고 통칭하게 되었다. 관련 교류 분야는 심리학, 언어학, 컴퓨터 과학, 인류학, 신경과학, 철학 분야 사이였다. 사용된 접근 방식은 당시 초기 단계였던 인공 지능, 컴퓨터 과학, 신경 과학 분야에서 개발되었다. 1960년대에는 하버드 인지 연구 센터와 캘리포니아 대학교 샌디에이고 캠퍼스의 인간 정보 처리 센터가 인지 과학의 학문적 연구를 발전시키는 데 영향력을 행사했다. 1970년대 초에 인지 운동은 심리적 패러다임으로서 행동주의를 능가했다. 더욱이, 1980년대 초에는 인지적 접근 방식이 심리학 분야의 대부분 분야에서 연구 조사의 지배적인 노선이 되었다.
초기 인지심리학의 주요 목표는 인간 인지 연구에 과학적 방법을 적용하는 것이었다. 인지 혁명의 주요 아이디어와 발전 중 일부는 인지 과학 연구에서 과학적 방법의 사용, 감각 입력을 처리하기 위한 정신 시스템의 필요성, 이러한 시스템의 고유성 및 마음의 모듈성이었다.

## 같이 보기
- 체화된 인지
- 인간공학